# Howlite
La howlite è un minerale della classe dei borati (borosilicato idrossido di calcio). Il suo nome deriva da quello del suo scopritore, il chimico, geologo e mineralogista canadese Henry How, che la descrisse per la prima volta nel 1868, indicandone la composizione chimica approssimativa. È costituita da aggregati cristallini, talora in masse compatte nodulari di grandi dimensioni. I cristalli, trasparenti e tabulari, sono molto rari. Cristallizza per evaporazione di sostanze acquose in depositi evaporitici.
Il colore è bianco latte e può presentare venature nere o brunastre. Il suo aspetto è opaco con lucentezza vitrea. Per la sua natura porosa viene spesso sottoposta a colorazione azzurra per imitare il turchese o rossa per imitare il corallo.
Sebbene sia stata scoperta in Canada, oggi le fonti principali sono California e Los Angeles (USA), seguite da Nuova Scozia (Canada), e la regione di Marmara, in Turchia.
Viene usata principalmente come pietra ornamentale.